# 柳州东门城楼
24°18′51″N 109°24′44″E / 24.31417°N 109.41222°E
柳州东门城楼位于中国广西壮族自治区柳州市城中区曙光东路，为柳州城墙的一部分，始建于明洪武十二年（公元1379年），重修于清代。
柳州城池为椭圆形，共有五个城门。其中柳州镇南门古城墙为明城墙遗存，位于曙光路中段。

## 图片
- 东门
- 东门
- 城门内部
- 城楼一层内部
- 城砖
- 宋代茶敦和细纹砖残片，2002年城楼西段城墙出土